# 〜海の京都〜舞鶴赤れんがエクスプレス号

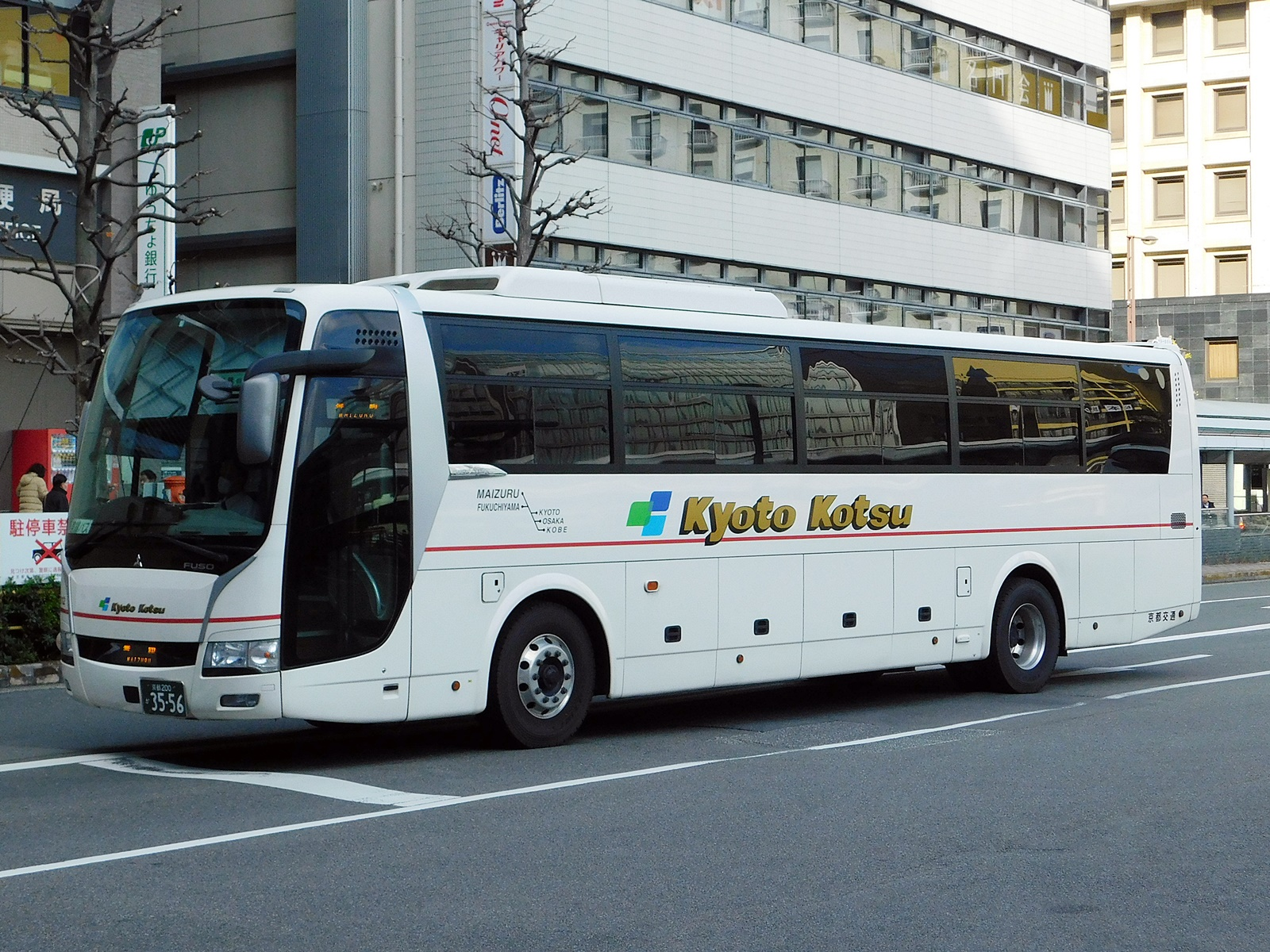
〜海の京都〜舞鶴赤れんがエクスプレス号（京都交通）

〜海の京都〜舞鶴赤れんがエクスプレス号（うみのきょうと まいづるあかれんがえくすぷれすごう）は、京都市と舞鶴市を結ぶ高速バスである。
全ての座席が指定のため、乗車には事前の予約が必要。

## 概要

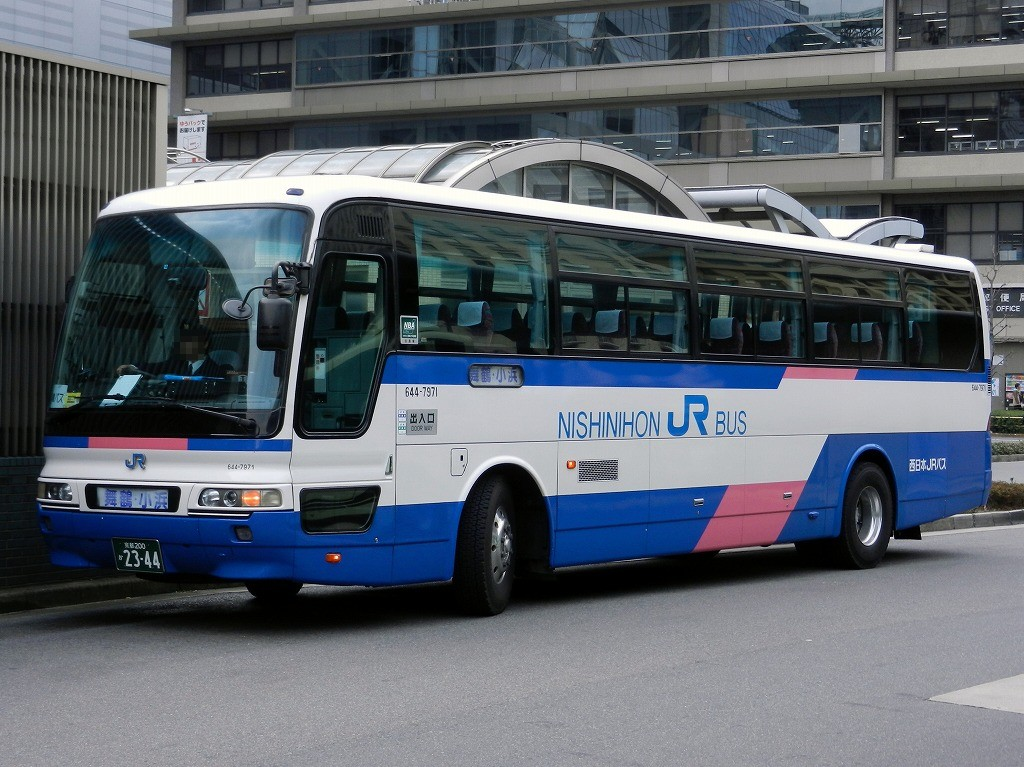
一時期西日本JRバスも運行していた

当路線の前身は、京都府の府都・京都市と京都府北部の中心都市・舞鶴市を結んでいた定期高速路線（京都 - 舞鶴線）で、席は全便座席定員制であった。旧京都交通・舞鶴支社時代は、国道本線の一員として扱われており、種別も下から快速・特急（末期にはスーパー特急も加わる）の3本立て構成で、運行経路も複雑であった。
2012年12月20日からは、若狭地方の中心都市である小浜市と京都市を結ぶ観光・ビジネスの需要を見込み、京都 - 舞鶴線の一部を小浜駅まで延長。同時に西日本ジェイアールバスが参入、座席指定予約制となり「若狭舞鶴エクスプレス京都号」の愛称が付けられた。
その後2018年4月1日より小浜駅発着を廃止したため、愛称を「〜海の京都〜舞鶴赤れんがエクスプレス号」に変更した。
JR山陰本線・舞鶴線の特急列車との関係では競合関係にある。
2020年11月30日をもって西日本ジェイアールバスが撤退、京都交通の単独運行となる。

## 運行会社
- 京都交通（舞鶴営業所）
  - 6往復を担当している。

過去に運行していた事業者
- 西日本ジェイアールバス（京都営業所）
  - 2往復を担当していた。
  - 同社は参入前から、京都での発券・運行支援業務を担当していた。

## 停車停留所
●…停車（乗降とも可。但し舞鶴市内のみの利用は不可）
▼…下りは乗車のみ、上りは降車のみの扱い
▲…上りは乗車のみ、下りは降車のみの扱い
‖…不経由
| 停車停留所名 | 停留所所在地 | 停留所所在地 | 舞鶴系統 | 備考              |
| ------------ | ------------ | ------------ | -------- | ----------------- |
| 京都駅烏丸口 | 京都府       | 京都市下京区 | ▼        | JR2番乗り場に停車 |
| 西舞鶴駅前   | 京都府       | 舞鶴市       | ▲        |                   |
| 中舞鶴       | 京都府       | 舞鶴市       | ▲        |                   |
| 東舞鶴駅前   | 京都府       | 舞鶴市       | ▲        |                   |
| 舞鶴営業所   | 京都府       | 舞鶴市       | ▲        |                   |

## 運行経路
2015年7月に京都縦貫自動車道が全通。それ以前は、未開通区間はいったん降りて一般道に降りる経路をとっていた。
- 京都市内 - 国道9号 - 沓掛IC - 京都縦貫自動車道 - 綾部JCT - 舞鶴若狭自動車道 - 舞鶴西IC - 国道27号 - 舞鶴市内

2018年4月に廃止となった舞鶴 - 小浜間のルートは以下のとおりであった。
舞鶴市内 - 舞鶴東IC - 舞鶴若狭自動車道 - 小浜IC - 小浜市内

## 運行回数
- 昼行便1日5往復

## 歴史
- 2005年（平成17年）4月1日：阪急桂バス停、四条河原町バス停行を廃止。全便が京都駅前発着となる[4]。
- 2006年（平成18年）3月21日：1日5往復より1日4往復に減便。
- 2007年（平成19年）9月1日：京都線回数券の綴り枚数が従来の4枚綴りが6枚綴りに変更され、購入日より6ヶ月の有効期限が設定された[5]。
- 2008年（平成20年）10月21日：綾部安国寺IC - 京丹波わちIC間を国道27号経由から京都縦貫自動車道経由に変更し、途中の綾部大橋バス停を廃止。舞鶴市内間のみでの乗降はできなくなった。また、京都線回数券の割引率が変更された[6]。
- 2012年（平成24年）12月20日：小浜駅に路線延長。1日6往復に増便（うち小浜系統4往復）、西日本ジェイアールバスが参入。予約制となり、「若狭舞鶴エクスプレス京都号」の愛称が付けられる。京都線回数券は発売終了された[1][2]。
- 2015年（平成27年）7月25日：1日7往復（うち小浜系統3往復）に増便。京都縦貫自動車道全線開通により、所要時間を短縮[7]。
- 2018年（平成30年）4月1日：小浜駅発着を廃止し、元の舞鶴発着に変更。これにより愛称を「〜海の京都〜舞鶴赤れんがエクスプレス号」に改称[8][9][10][11]。
- 2020年（令和2年）12月1日：西日本ジェイアールバスが撤退。京都交通の単独運行となり、1日5往復に減便[3]。
- 2024年（令和6年）6月1日：1日6往復に増便[12]。

## 車内設備
原則としてリクライニングシート（3列シート）のハイデッカー車両で運行される。西日本ジェイアールバス担当便のうち1号・10号は3列シートの2階建てバス（三菱ふそう・エアロキング）での運行となっていたが、2017年3月をもって、2階建てバスによる運行は終了した。
- フットレスト
- レッグレスト
- トイレ
- 毛布
- 座席コンセント（京都交通、西日本JRバスの一部車両）